# Onthophagus andrewdavisi
Onthophagus andrewdavisi là một loài bọ cánh cứng trong họ Bọ hung (Scarabaeidae).